# 傅玄
傅 玄（ふ げん、217年 - 278年）は、中国三国時代から晋にかけての人物。魏・西晋の政治家・文学者・学者。字は休奕。本貫は涼州北地郡霊州県（現在の寧夏回族自治区呉忠市利通区）。祖父は傅燮。父は傅幹。子は傅咸。先妻は何氏、後妻は杜韡。

## 生涯
若くして父を失い困窮していたが、博学で文章と音楽に長じていた。人柄は剛直で、他人の過失を見逃すことができなかった。曹爽側近の何晏・鄧颺と不仲で、何晏に命を狙われていた。先妻を早くに亡くしたが、再婚しようにも、何晏に睨まれている傅玄との婚姻に応じる者は現れなかった。しかし、厳憲は「何晏らは驕って贅沢にふけっているが、必ず敗れる」と、娘の杜韡を嫁がせることを許した。果たして、曹爽一派は司馬懿のクーデターで討たれた。
州の秀才に挙げられて郎中になり、当時の評判によって著作の官に推挙され、『魏書』の編纂を担当した。その後、司馬昭の参軍（幕僚）となり、さらに温県令・弘農太守・典農校尉などを歴任し、いずれの官でも職務に適い、上書して多くの政治の不備を矯正した。咸熙2年（265年）、司馬炎（後の武帝）が晋王となると、傅玄は散騎常侍に任じられ、爵位を子爵に引き上げられた上で、さらに駙馬都尉を加えられた。
同年（泰始元年）、司馬炎の即位により西晋が成立すると諫官となった。傅玄は上奏して朝廷の綱紀粛正を訴え、武帝に賞賛された。まもなく侍中に遷ったが、同僚と諍いを起こしたことを有司に報告されて免官となった。泰始4年（268年）、御史中丞に任じられ、泰始5年（269年）には太僕になった。当時、水害や辺境の異民族の侵入などが相次ぎ、傅玄はこれに対して上書して意見を述べた。それらのすべてが実行されたわけではなかったが、いつもお褒めの言葉を受けたという。その後、司隷校尉に転じた。
咸寧4年（278年）、献皇后羊氏が弘訓宮で崩ずると、葬礼が行われた。旧来の制度では、端門（宮城の正門）の外における司隷校尉の席次は諸卿の上で、しかも別席であるのが決まりであったが、謁者は弘訓宮を宮殿内と見なし、その決まりに従って傅玄を諸卿の下座に置いた。傅玄はこの処置に激怒し、謁者や尚書以下の官を面罵したため、御史中丞の庾純の上奏によって免官とされた。まもなく無官のまま死去した。享年62。諡は剛。後に清泉侯を追封された。
傅玄は非常にせっかちな性格で、弾劾の上奏をする際は、日が暮れて翌日回しにされると、正装のまま徹夜して夜明けを待つことがあった。貴族たちは彼を恐れ、これにより朝廷の風紀が改まったという。

## 著作
『晋書』本伝によると、傅玄は「文集百余巻」の他、『傅子』120巻などの著述を残したが、現存するものはその一部に過ぎない。『三国志』の裴松之注などに残る『傅子』は、傅玄が司馬昭の側近であったこと、前述のように何晏に命を狙われた経緯から、曹爽ら反司馬氏の人士を非難する傾向が強い。また劉知幾の『史通・古今正史篇』によると、曹魏の国史である『魏書』の編纂にも参画したとされる。『傅子』詩歌では楽府の詩が多く、女性の感情を詠んだ作品や宮廷の雅楽の歌詞を手がけている点に特色がある。
『宋書』「楽志」によると、傅玄は西晋の鼓吹曲（軍歌）も作詞した。全22編あり、表題と内容は以下の通りになっている。内容の性質上、国威発揚のために誇張や荒唐無稽な記述、逆に都合の悪い事柄の無視が目立つ。また建国史を謳った前半と違い、後半は過去の鼓吹曲の転用が多い。

### 鼓吹曲
霊之祥
内容：天命は宣帝（司馬懿）に授けられた。時に孟氏（孟達）が反乱し、呉と蜀が国土を荒らした。宣帝は激しく怒り、全ての者を救ったのである。
宣受命
内容：宣帝は命令を受けて外敵を防いだ。（蜀の）諸葛亮は震えて死に、天下は安泰だった。
征遼東
内容：遼東へ遠征すれば、公孫（公孫淵）の首を取り、反逆者共は恐れ入った。武功は熱く輝き、その徳は雲を敷き詰めるように広まった。
宣輔政
内容：宣帝は（曹芳の）政治を補佐し、帝基を創造した。
時運多難
内容：時代は多難で、道教（五斗米道？）は病巣となり、外では呉の蛮族どもが蠢いた。（宣帝は）恐れ多くも呉に天誅を下した。出征すれば戦うことなく勝利した。
景龍飛
内容:景帝（司馬師）は龍のごとく飛び、従う者は顕彰し、逆らう者（曹爽ら）は皆殺し。聖徳のひそかな決断（高平陵の変）は天に先んじて間違いなし。皇祖の福徳は無窮となった。
平玉衡
内容：天は星の回転を正し、陛下は下々を正しく統べる。
文皇統百揆
内容：文皇（司馬昭）は全ての官僚を従えた（暗に諸葛誕の反乱や曹髦の逆クーデターを乗り越えたことを示す）。大晋の徳はこれより始まった。世界に溢れんばかりの徳は、万世に激しく流れて行く。
因時運
内容：（司馬昭の）聖なる行いにより、桀のような呉の連中の繋がりは断たれた。
惟庸蜀
内容：劉備が天の隅で皇帝を僭称し、劉禅と諸葛亮がそのおこぼれに与った。姜維はたびたび辺境を荒らし、辺境は落ち着く暇もなかった。

爪牙の武将は陛下に従い、腹心は良策を献じた。その結果、百万の軍勢を起こし、（劉禅は）天誅を畏れて軍門に降った。
天序
内容：天の秩序により、（魏から）禅譲を受け（晋が誕生し）た。咎繇（皋陶）、稷、契のような素晴らしい家臣たちが一致協力すれば、どうして保身に走るだろうか。
大晋承運期
内容：天の予定に従って陛下（司馬炎）が階をお上りになれば、群星は乱れることがない。股肱は忠誠を誓い、民衆は幸福であり、無窮の福に満ちた暮らしを送っている。
金霊運
内容：われらが聖皇のために戦おう。我々に倒せない相手はない。子孫の代まで天の助けが尽きることはない。
於穆我皇
内容：わが皇帝の盛んな徳で世界は平和になり、晋を讃える声がわき起こった。瑞兆もまた天の意志である。
仲春振旅
内容：春二月、旅（約500人）の隊列を整え、大いなる意志を民に示し、武を教えるにおいて時日は新たなり。
夏苗田
内容：夏、大晋は苗より害を除く。
仲秋獮田
内容：秋八月に田で狩りを行えば、（晋の）金徳は常につよい。
順天道
内容：年三度の狩りにおいて、陛下の閲兵を受ければ、兵卒は虎の如き統率を見せる。大晋の徳は天に等しい。
唐堯
内容：唐堯のように、聖皇も小さな徳を積み重ねて仕事に励んでおられる。
玄雲
内容：玄い雲が湧き出て、祥気は万里を離れ、龍は飛び鳳は翔ける。昔の唐虞の時代にも現れた（吉兆である）。成湯王、周の文王のように。聖徳は太陽や月のように明るく輝く。
伯益
内容：夏桀に捕らえられた黄雀を殷湯が逃がした。神雀はいまわが君のためにやって来た。
釣竿
内容：われらが皇帝の聖徳は堯、舜を併せたもので、（だからこそ）禅譲を受け天子となった。天下は永く太平である。

## 参考資料
- 『晋書』巻47
- 『史通』巻十二古今正史篇
- 興膳宏編『六朝詩人伝』（大修館書店、2000年）
- 岡村貞雄『古楽府の起源と継承』（白帝社、2000年）